# Dolmen de la Croisonnière

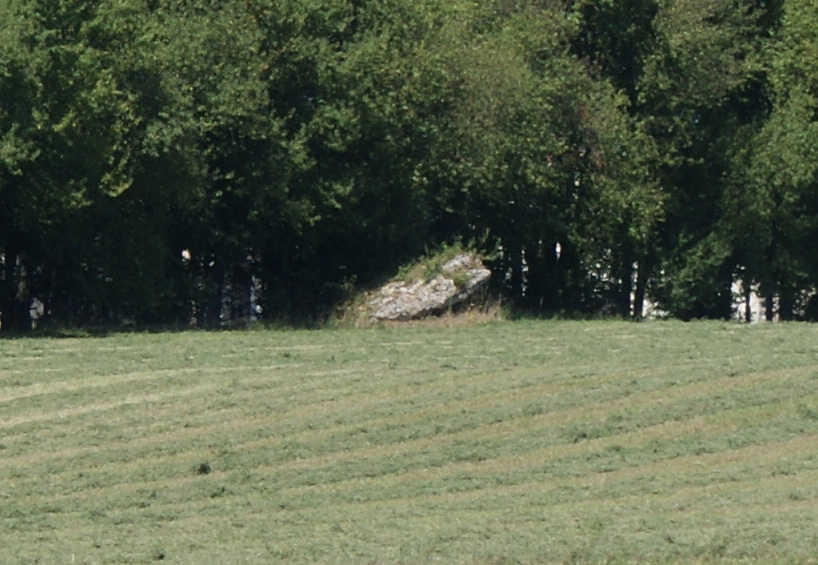
Dolmen de la Croisonnière

Der Dolmen de la Croisonnière (auch La Croissannière oder La Pierre Levée (Nanteuil) genannt) liegt hinter den Häusern der Rue du Dolmen auf einem Hügel im Südosten des Dorfes Nanteuil, bei Saint-Maixente-l'Ecole im Département Deux-Sèvres in Frankreich. Dolmen ist in Frankreich der Oberbegriff für Megalithanlagen aller Art (siehe: Französische Nomenklatur).
Die Überreste des Dolmens de la Croisonnière finden sich wenige hundert Meter von der Straße. Es ist nicht viel mehr erhalten als der etwa 4,5 × 3,5 m große Deckstein und ein Haufen Steine, die an der Grundstücksgrenze der Häuser liegen. 
Dieser Dolmentyp ist in Südfrankreich statt der großen und komplexeren nördlicheren Dolmen stark verbreitet. Der abgewitterte Kalkstein ist für das okzitanische Frankreich typisch.